# Mycoses
Mycoses. Diagnosis, Therapy and Prophylaxis of Fungal Diseases ist eine wissenschaftliche Fachzeitschrift, die vom Wiley-Blackwell-Verlag im Auftrag der European Confederation for Medical Mycology und der Deutschsprachigen Mykologischen Gesellschaft veröffentlicht wird. Die Zeitschrift wurde 1957 unter dem Namen Mykosen mit dem Untertitel Zeitschrift für die Erforschung und Behandlung der Pilzkrankheiten gegründet und änderte ihn 1988 in Mycoses. Sie erscheint mit zwölf Ausgaben im Jahr. Die Zeitschrift bietet ein internationales Forum für Originalarbeiten, Leserbriefe und Übersichtsarbeiten zur Pathogenese, Diagnostik, Therapie, Prophylaxe und Epidemiologie von pilzbedingten Infektionskrankheiten bei Menschen und Tieren sowie zur Biologie krankheitserregender Pilze.
Der Impact Factor lag im Jahr 2018 bei 3,065. Nach der Statistik des ISI Web of Knowledge wird das Journal mit diesem Impact Factor in der Kategorie Dermatologie an 17. Stelle von 66 Zeitschriften und in der Kategorie Mykologie an 10. Stelle von 29 Zeitschriften geführt.